# Stand-in
Stand-in (em inglês, literalmente "substituto" ou "ator substituto") é o termo cinematográfico para definir a pessoa usada nos sets de filmagem que, antes dos atores entrarem em cena, assumem os seus lugares para a realização de testes de fotografia, iluminação, ensaios, etc.
Neste sentido, por exemplo, Evelyn Moriarty foi a stand-in de Marilyn Monroe nas gravações de Something's Got to Give, filme que ficou inacabado.
No teatro o termo significa o ator que, na eventualidade de falta de um ator principal (geralmente o protagonista), fica de plantão para substituí-lo em caso de sua ausência inesperada - permitindo que o espetáculo não seja cancelado - diferindo assim do "swinger", que é o figurante que desempenha vários papéis menores.